# Iwan Alexandrowitsch Schtscherbakow

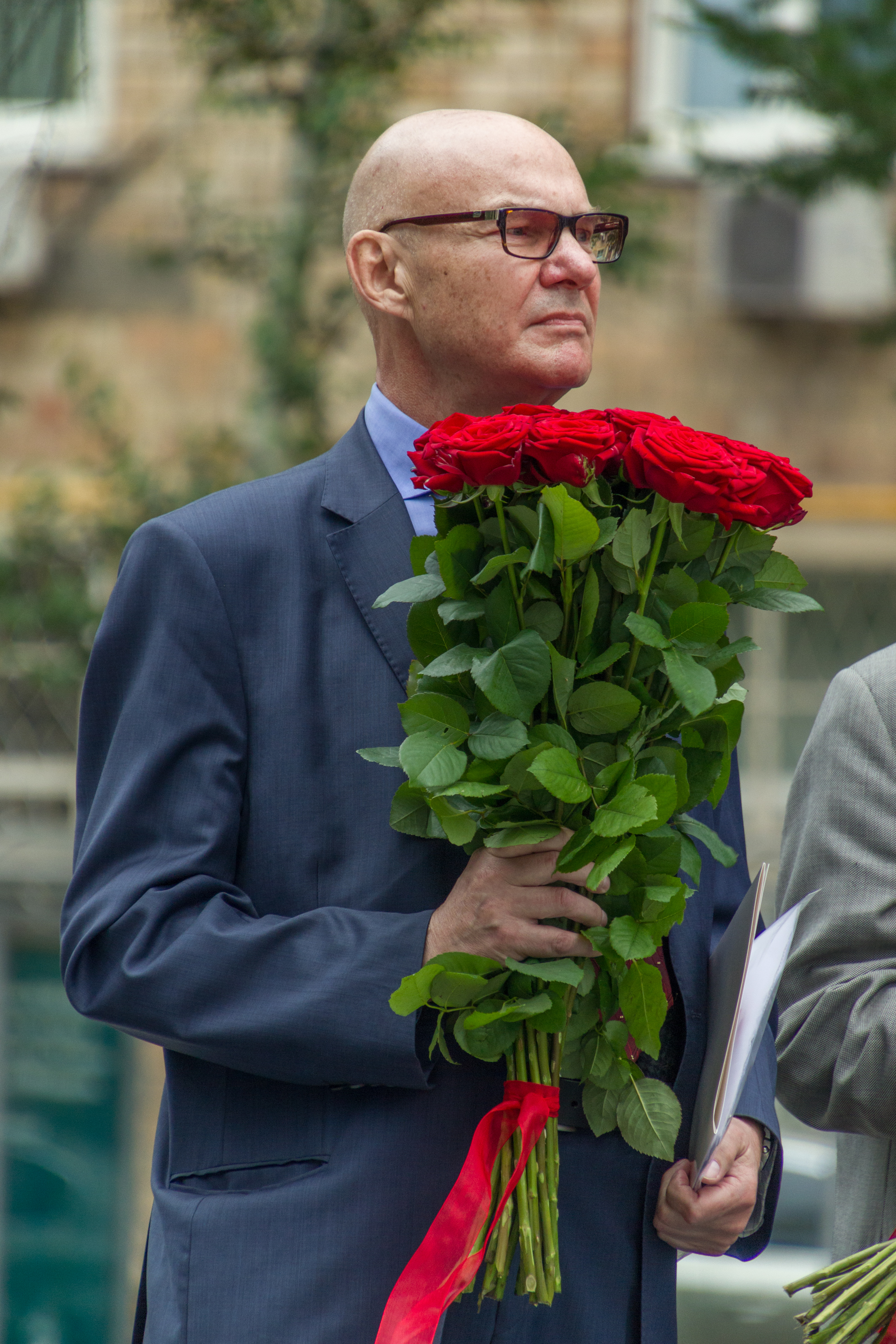
Iwan Alexandrowitsch Schtscherbakow bei der Einweihung des A.-M.-Prochorow-Denkmals am 9. Juli 2015

Iwan Alexandrowitsch Schtscherbakow (russisch Иван Александрович Щербаков; * 11. April 1944 in Moskau) ist ein russischer Festkörperphysiker und Hochschullehrer.

## Leben
Schtscherbakow war der jüngste Sohn des KPdSU-Parteifunktionärs Alexander Sergejewitsch Schtscherbakow, der ein Jahr nach Schtscherbakows Geburt starb. Nach dem Besuch der Moskauer Mittelschule Nr. 110 (Abschluss 1961) studierte Schtscherbakow am Moskauer Energetischen Institut mit Abschluss 1967. Darauf arbeitete er zunächst als Ingenieur und dann als wissenschaftlicher Mitarbeiter im Moskauer Lebedew-Institut für Physik (FIAN) der Akademie der Wissenschaften der UdSSR (AN-SSSR, seit 1991 Russische Akademie der Wissenschaften (RAN)). 1971 verteidigte er seine Kandidat-Dissertation. 1976–1977 war er Gastprofessor an der University of Southern California. 1978 verteidigte er seine Doktor-Dissertation. 1979 war er Gastprofessor an der Universität Hamburg.
Als 1982 auf der Basis der Abteilung A des Lebedew-Instituts in Moskau das Institut für Allgemeine Physik (IOF) der AN-SSSR mit Alexander Michailowitsch Prochorow als Direktor gegründet wurde, wechselte Schtscherbakow ins IOF, in dem er Laboratoriumsleiter und dann Abteilungsleiter wurde. 1985 folgte die Ernennung zum Professor. Er leitet den Lehrstuhl für Laserphysik des Moskauer Instituts für Physik und Technologie. 1991 wurde er zum Korrespondierenden Mitglied der RAN gewählt. 1998 wurde er als Nachfolger Alexander Michailowitsch Prochorows zum Direktor des IOF gewählt mit Wiederwahl 2003 und 2008. 2011 wurde er zum Vollmitglied der RAN gewählt. Seit 2013 ist er Akademie-Sekretär der Abteilung für physikalische Wissenschaften der RAN als Nachfolger Wiktor Anatoljewitsch Matwejews. Schtscherbakow schied 2018 aus dem Amt des IOF-Direktors, worauf ihm Sergei Wladimirowitsch Garnow nachfolgte.
Schtscherbakows Arbeitsschwerpunkte waren die Laserphysik, die Spektroskopie, die nichtlineare Optik und die Quantenoptik geworden. Insbesondere untersuchte er die Prozesse der Übertragung der Energie elektronischer Anregungen in Seltenerdionenmischkristallen. Die Ergebnisse aus den spektroskopischen Untersuchungen der als Lasermaterialien genutzten Kristalle und Gläser wurden in Nachschlagewerke aufgenommen. Ausgehend von den entwickelten theoretischen Vorstellungen wurden neue Typen von Festkörperlasern realisiert. Die Überführung der Entwicklungen in die praktische Anwendung wird angestrebt. Schtscherbakow ist Autor bzw. Mitautor einer Vielzahl von Veröffentlichungen. Sein Hirsch-Index ist 30.
Schtscherbakows Brüder waren der Pilot Alexander Alexandrowitsch Schtscherbakow und der Filmkritiker Konstantin Alexandrowitsch Schtscherbakow.

## Preise
- Preis des Komsomol
- Preis des Ministerrats der UdSSR
- A.-M.-Prochorow-Goldmedaille der RAN (2013)[1]